# Die Zaubergeige
Die Zaubergeige (títol original en alemany, en català El violí màgic) és una obra dramaticomusical en tres actes composta  per Werner Egk sobre un llibret en alemany de Ludwig Strecker, basat en Zaubergeige de Count Franz Pocci. Es va estrenar el 22 de maig de 1935 a l'Òpera de Frankfurt de Frankfurt del Main.